# Fußballclub Anker Wismar 1997 e.V.
Fußballclub Anker Wismar 1997 e.V. é uma agremiação fundada a 12 de junho de 1997, sediada em Wismar.

## História
Origens do clube datam de 1904, quando o FC Elite Wismar foi estabelecido. No ano seguinte, o clube foi renomeado para Wismarer FC 1905 . A partir de 1909, o clube era conhecido como Germania Wismar e durante a Segunda Guerra Mundial, TSV Wismar, o qual atuava na Gauliga Nordmark. 
Depois da guerra, o clube foi renomeado pelo menos mais quatro vezes. SG Wismar Süd, GSZ Anker Wismar, BSG Anker Wismar e BSG Motor Wismar, antes de decidirem pelo nome TSG Wismar, o qual compôs a DDR-Liga, antes da reunificação da Alemanha, até 1997, quando foi finalmente renomeado FC Anker Wismar e, como tal, eles se tornou campeão do Verbandsliga Mecklenburg-Vorpommern três vezes. Em 2000, 2004 e 2010.

## Títulos
- Landesmeister Mecklenburg Campeão: 1949 (SG do Sul Wismar);
- Bezirksmeister Rostock Campeão: 1964, 1989, 1991	(TSG Wismar);
- Landesmeister Mecklenburg-Vorpommern Campeão: 2000, 2004, 2010 (FC Anker)

## Cronologia
- 1997/98 Verbandsliga Mecklenburg-Vorpommern 6°
- 1998/99 Verbandsliga 2°
- 1999/00 Verbandsliga 1°
- 2000/01 OL Nordost-Nord 16°
- 2001/02 Verbandsliga 2°
- 2002/03 Verbandsliga 3°
- 2003/04 Verbandsliga 1°
- 2004/05 OL Nordost-Nord 12°
- 2005/06 OL Nordost-Nord 16°
- 2006/07 Verbandsliga 5°
- 2007/08 Verbandsliga 11°
- 2008/09 Verbandsliga 3°
- 2009/10 Verbandsliga 1°
- 2010/11 OL Nordost-Nord 9°
- 2011/12 OL Nordost-Nord 11°

## Pokal
- Finalista Krombacher Landespokal: 2007-2008, 2010-2011;
- Participação na DFB-Pokal (Copa da Alemanha): 2011-2012 (derrota por 6 a 0 frente ao Hannover 96);